# Харнден, Артур
Артур Гарольд «Арт» Харнден (англ. Arthur Harold "Art" Harnden; 20 мая 1924, Йокум, штат Техас, США — 30 сентября 2016, Корпус-Кристи, штат Техас США) — американский легкоатлет, чемпион летних Олимпийских игр в Лондоне в программе эстафеты 4 × 400 метров.

## Спортивная карьера
Вырос на семейной ферме в техасском Йокуме. С началом Второй мировой войны поступил на службу в Военно-воздушные силы Армии США и был направлен в Восьмую воздушную армию США, совершил 23 боевых вылета над Германией. После окончания войны вернулся Техасский университет A&M для завершения обучения.
На летних Олимпийских играх в Лондоне (1948) в составе национальной сборной США завоевал золотую медаль в эстафете 4×400 метров, в победном забеге выступал на первом этапе. В том же году стал бронзовым призером студенческого первенства США на 400-метровке.
По завершении спортивной карьеры в течение 30 лет работал в компании Texaco и 21 год — в Walmart.